# Partido Nacional Agrario (Rumania)
El Partido Agrario Nacional (rumano: Partidul Național Agrar) era un partido agrario de derecha activo en rumano: Partidul Național Agrar durante los inicios de los años 30s.
El partido emergió en 1932 siguiendo una ruptura del Partido Popular de Rumania y en respuesta a la conversión de su fundador el poeta Octavian Goga al antisemitismo. Goga había convencido al grupo del General Alexandru Averescu partido para seguirle al grupo nuevo.
Bajo el liderazgo de Goga, el Partido Nacional Agrario adoptó una ideología nacionalista autoritaria. Adoptó el lema "Cristo! Rey! Tierra del Padre!".
En julio de 1935 el grupo fusionado con el partido Liga para la Defensa Nacional Cristiana de Alexandru C. Cuza formó el Partido cristiano Nacional, un duro grupo antisemita que buscaba desafiar la Guardia de Hierro quedando cercano a las fuerzas tradicionales conservadoras. La presión para este movimiento había provenido la oficina de Alfred Rosenberg en la Alemania Nazi, donde un partido antisemita más fuerte en Rumanía estuvo visto como algo deseable.